# Быляцкие говоры

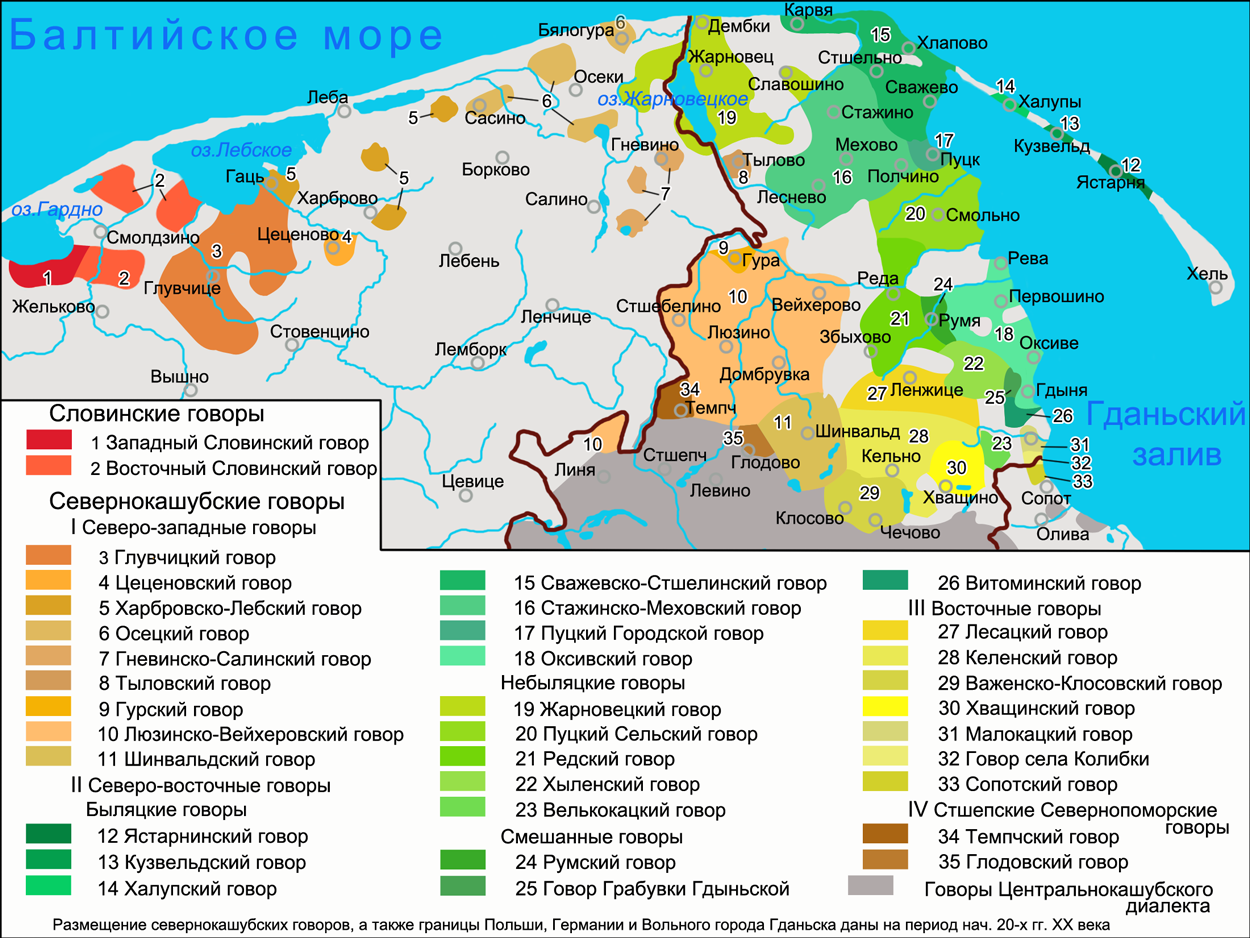
Территория размещения быляцких говоров на карте севернокашубского диалекта в начале XX века

Быля́цкие го́воры кашу́бского языка́ (пол. gwary bylackie) — группа говоров севернокашубского диалекта, распространённых в Пуцком повяте Поморского воеводства за исключением тех территорий, где живут носители небыляцких говоров (в гмине Крокова — жарновецкие говоры и в южной части Пуцкой гмины — пуцкий сельский говор). Часть территории, некогда занимаемой носителями быляцкого оксивского говора, теперь является частью города Гдыни.
Название быляцким говорам (как и носителям говоров — былякам дано от слова béł (пол. był, рус. был), которое произносится в этих говорах как bél — с l на месте ł (в остальных кашубских говорах на месте ł губно-губная ṷ). Соответственно фонетическое явление кашубского языка с подобным произношением фонемы ł называется былачением.
Ян Джежджон, А. Нецел и другие кашубские писатели, родившиеся в Пуцком повяте, опирались в своём творчестве на быляцкие говоры как на основу. Одним из первых, кто упоминал о быляцких говорах, был лингвист и этнограф С. Рамулт, в предисловии к словарю кашубского языка (Słownik języka pomorskiego czyli kaszubskiego), изданному в 1893 году, он выделял среди говоров северных кашубов по твёрдому произношению звука l говоры быляков (bëlôcë) на Сважевском, Пуцком и Оксивском мысах, и рыбаков (rëbôcë) на Хельской косе. Ф. Лоренц в Поморской грамматике (Gramatyka Pomorska) выделил в составе быляцких семь отдельных говоров.

## Область распространения и говоры
Быляцкие говоры размещаются в северо-восточной части территории распространения кашубского языка на побережье Балтийского моря, Гданьского залива, в том числе и на Хельской косе. С запада к ним примыкают небыляцкие говоры севернокашубского диалекта. К началу XX века многие носители быляцких говоров, живших чересполосно с немцами, были двуязычными, литературный немецкий язык распространялся посредством школьного обучения, нижненемецкие диалекты распространялись благодаря межъязыковым контактам. После того как Кашубские земли вошли в состав польского государства, активно стал распространяться польский язык, до Второй мировой войны этому способствовало строительство порта в Гдыне, после войны различные перемещения немецкого и польского населения, а также распространение польского языка во всех сферах общественной жизни. В классификации Ф. Лоренца (по состоянию на начало XX века), быляцкие говоры вместе с группами небыляцких и смешанных говоров были включены в состав северо-восточных кашубских говоров, которые в свою очередь являлись частью севернокашубских говоров (севернокашубские со словинскими говорами объединялись в севернопоморский диалект, противопоставляемый южнопоморскому).
Быляцкие говоры объединяют (состав и размещение говоров по состоянию на начало XX века) следующие говоры:
- Ястарнинский говор в Ястарне на Хельской косе;
- Кузвельдский (Кузницкий) говор в Кузнице (старое название — Кузвельд, Кузвельт) (в настоящее время часть города Ястарни) на Хельской косе;
- Халупский говор в Халупах (в настоящее время часть города Владыславово) на Хельской косе;
- Сважевско-стшелинский говор к северу от Пуцка до Владыславово, включая Сважево, Стшельно и другие сёла;
- Стажинско-меховский говор к западу от Пуцка в Стажино, Мехово, Леснево, Полчино, Доматово и др. сёлах;
- Пуцкий городской говор в предместье Пуцка и в самом городе;
- Оксивский говор на крайнем юге Пуцкого повята и в современных северных районах Гдыни;

## Основные особенности говоров
Быляцкие говоры разделяют все диалектные черты севернокашубского диалекта, а также имеют некоторые особенности:
1. В соответствие кашубскому ã произносится не носовой звук a (или an, am), а как в польском литературном языке носовой ę или гласные, совпадающие по качеству с носовым переднего ряда в сочетании en, in[9].
2. Произношение ô так же, как в немецком языке — ö[9].
3. Интонационные различия, характерные в прошлом для быляцких говоров, были отмечены в ястарнинском говоре Ф. Лоренцем. В настоящее время данная диалектная черта уже не фиксируется[6].
4. Былачение — переход звука ł в l. Предположительно, эта языковая черта является или кашубским архаизмом, или относительно поздней кашубской инновацией, но, возможно также, что оно развилось под влиянием немецкого языка[7].
5. Среди севернокашубских архаичных явлений в морфологии выделяются: наиболее регулярное распространение нестяжённых форм глаголов спряжений на -am и -em 1-го лица единственного числа настоящего времени: spiewajã и т. п.; и, известное преимущественно в говорах Пуцкого повята, окончание -ë в родительном, иногда в дательном и предложном падежах, некоторых существительных мужского и среднего рода: gradë (grada, gradowi, gradu), celëcë (celãca, celãcu, celãcu) и т. п.[10]
6. Особенностью быляцких говоров, известной также другим говорам северо-востока Кашубии, являются окончания существительных в форме дательного падежа — образованные также как у прилагательных — -emu (-omu): koniemu или koniomu (koniowi, koniu), sënomu (synowi) и т. п.[10]
7. Архаичные черты словообразования, как и в люзинско-вейхеровских говорах: словоформы на -iszcze, -ëszcze: ówsniszcze или ówsyszcze (пол. ściernisko po owsie, «стерни после овса»), mrowiszcze (пол. mrowisko, «муравейник»), toporzëszcze (пол. trzonek topora, «топорище») и т. п.; большая продуктивность форм на -ica (выполняющих также деминутивную функцию): wieszczerzëca (пол. jaszczurka, «ящерица»); наличие прилагательных с приставкой są: sącelnô (пол. cielna, o krowie, «стельная» (о корове)), sąbagnô или sąbagniô (пол. kotna, o owcy, «суягная» (об овце)) и другое[10]
8. Лексика характеризуется некоторыми отличиями от других говоров севернокашубского диалекта, нередко связанных с проявлением былачения и продуктивностью некоторых аффиксов как, например, в слове jaskulëczka, jaskurlëczka, реже jaskulniczka, jaskulinka, в говорах Хельской косы — jaskulka, у остальных кашубов — jaskółka; или в слове jarzãba, jarzãbia, jarzëbôk, jarząbk; также распространена лексика, отражающая специфический быт рыбаков Хельской косы и других прибрежных районов северо-востока Кашубии[10].